# Ильино (Порховский район)
Ильино — деревня в восточной части Порховского района Псковской области. Входит в состав сельского поселения «Красноармейская волость».

## География
Расположена в 5 км к юго-востоку от города Порхов.

## Население
| 2001 | 2002 | 2010 |
| ---- | ---- | ---- |
| 10   | ↘7   | ↗10  |

По данным Всероссийской переписи населения 2002 года в деревне Ильино Красноармейской волости Порховского района проживали 7 человек, преобладающая национальность — цыгане (100 %).